# رابرت نلر
رابرت نلر (انگلیسی: Robert Neller؛ زادهٔ ۹ فوریهٔ ۱۹۵۳) فرمانده سپاه تفنگداران دریایی ایالات متحده آمریکا اهل ایالات متحده آمریکا است.
همچنین برندهٔ جوایزی همچون نشان ستاره برنزی شده‌است.